# Lino Enea Spilimbergo
Lino Enea Spilimbergo (Buenos Aires, 12 de agosto de 1896 -  Unquillo, Córdoba, 16 de marzo de 1964), pintor y grabador es considerado uno de los grandes maestros del arte argentino, su nombre completo era Lino Claro Honorio Enea Spilimbergo.
Nació en la ciudad de Buenos Aires el 12 de agosto de 1896, pasó sus primeros años en el barrio de Palermo. Su padre fue Antonio Enea Spilimbergo y su madre María Giacoboni.
Durante su viaje a Italia con su familia, sufre una pulmonía que le deja secuelas y se convertirá en asma. Regresa a Buenos Aires en 1902. Comienza en esta ciudad sus estudios primarios y artísticos.

A partir de 1910 comienza a trabajar para mantenerse, fue cadete y telefonista, en 1912 ingresa a la Empresa Nacional de Correos y Telégrafos, puesto que mantendrá paralelamente con su trabajo como artista hasta 1924, este trabajo en el correo era considerado como esclavizante en extremo por el artista.

En 1917 se recibe de profesor nacional de Dibujo de la Academia Nacional de Bellas Artes, entidad en la que más adelante fue designado miembro de número; entre sus profesores se encuentran artistas de la talla de Pío Collivadino, Ernesto de la Cárcova y Carlos Pablo Ripamonte. En septiembre del mismo año muere su padre.

A la edad de 22 años, da a iniciar la escritura de su autobiografía. Su rigor en el estudio y en el trabajo le lleva a dotarse de horarios para las comidas, siestas y descansos, organizando de esta manera el tiempo que le dedica al arte.

Al ser asmático crónico los médicos le aconsejan mudarse a un lugar de clima seco, la empresa le gestiona un traslado a Desamparados, provincia de San Juan, allí realiza su primera exposición individual, vive allí desde 1921 hasta 1924, año en que renuncia a su empleo.

## Estudios
Cursa la escuela primaria en el Colegio Salesiano «Don Bosco» y en la Escuela Superior de Varones N° 2 C. E. N° 3.
Durante 1913 comienza su formación en las Escuelas Técnicas Profesionales cursa Dibujo de Ornamentación.

En 1915 ingresa en la Academia Nacional de Bellas Artes.
 La carrera tiene una duración de seis años pero Spilimbergo la termina en tres. En 1917 egresa como profesor Nacional de Dibujo. Desde 1920, aún dentro de su etapa formativo envió algunas de sus obras al Salón Nacional de Bellas Artes, recibiendo el primer premio al grabado por sus aguafuertes Elementos de Trabajo e Invierno. En 1925 envió al mismo salón un grupo de óleos los cuales recibieron el Premio Único al Mejor Conjunto, con este premio recibió una suma que le permitió concretar un viaje de estudio a Europa.

Es así que en el mismo 1925 viaja a Europa, en Italia estudia a los clásicos, artistas del 1300 1400, y puso atención especial a los frescos, que luego trabajara en el muralismo. En Italia adquirió cierta influencia renacentista: Planteos austeros y sobrios con una solidez casi arquitectónica que llega a plasmar en sus grabados, dibujos y, especialmente, pinturas.

Entre 1926 y 1928 sigue los cursos en la Académie de la Grande Chaumière por las mañanas y concurre por las tardes al taller de André Lhote en París, maestro exigente, se empapa de la escuela poscubista y recibe influencia de Paul Cézanne. De tal modo, L.E. Spilimbergo logra una muy personal síntesis de diversos estilos, en especial de lo clásico y lo moderno; al postimpresionismo de su primer período dominado por escenas costumbristas y paisajísticas pasa luego a un estudio cada vez más acentuado de la figura humana.

En 1928 retorna a su país. En ciertos momentos se dedica a una temática social en cuyas obras las figuras son sólidas, monumentales, evocando la estética del mural incluso en el papel o en el lienzo. Por otra parte en el grabado efectuó síntesis lineales. También lo surreal y lo metafórico se encuentra en su acervo plástico.

En 1933 junto al mexicano David Alfaro Siqueiros y los argentinos Antonio Berni y Lozano concreta el mural Ejercicio plástico. En 1946 junto a Berni, Juan Carlos Castagnino, Manuel Colmeiro Guimarás y Demetrio Urruchúa es uno de los realizadores de los murales que exornan la cúpula de las Galerías Pacífico (ciudad de Buenos Aires).
La docencia también fue parte de la labor artística de L. E. Spilimbergo: Al fin de los años treinta, fue docente en el Instituto Argentino de Artes Gráficas. Tuvo varios discípulos internacionalmente destacados:
Enrique Sobisch (1929-1989), 
Medardo Pantoja (1906-1976),
Luis Lusnich (1911-1995),
Eolo Pons (1914-),
Leopoldo Presas (1915-2009) y
Ana Sacerdote (1925-).
En 1948 organizó y pasó a ser director del Taller de Pintura del Instituto Superior de Artes de la Universidad Nacional de Tucumán, donde trabajó entre otros con Eugenio Hirsch. En 1952, deja el cargo, teniendo en sus manos la renovación por 4 años más, y regresa a Buenos Aires.
Sigue con intensidad su trabajo artístico, participando en diversas exposiciones nacionales e internacionales (Bienal de Venecia, Bienal de São Paulo, Exposición de Pintura Argentina en Nueva York, Helsinki, México, Pekín) y se radica en París en 1960 con su mujer Germaine (inspiradora de los grandes ojos), en 1964 viaja a la Argentina para realizar unos trámites, y sufre un fuerte ataque de asma. Los médicos le sugieren que antes de regresar a París, se recupere en las Sierras Cordobesas. Viaja a Unquillo donde fallece el 16 de marzo de 1964.

## Premios
- 1922 Primer Premio en grabado del Salón Nacional con las aguafuertes Elemento de trabajo y En invierno
- 1923 Tercer Premio Nacional de Pintura en el Xlll Salón Nacional con el óleo Seres humildes
- 1925 Premio Único al Mejor Conjunto en el Salón Nacional por los óleos Vieja puyutana, Descanso, El ciego y Paisaje andino
- 1925 Segundo Premio de Pintura del III Salón de otoño de ciudad de La Plata
- 1927 Primer Premio Adquisición de Pintura del IV Salón Anual de Santa Fe, por su óleo Descanso
- 1929 Primer Premio de Pintura en el XI Salón de Rosario por su óleo Paisaje de San Juan
- 1933 Primer Premio Nacional de Pintura en el XXIII Salón Nacional de Bellas Artes, por su óleo Naturaleza muerta
- 1934 Primer Premio al Conjunto en el XX Salón de Acuarelistas, Pastelistas y Grabadores, por sus obras Joven vendedor, Figura y Naturaleza muerta
- 1937 Gran Premio de Pintura y medalla de Oro al Grabado en la Exposición Internacional de París, por sus obras Figura y 11 aguafuertes para la Ilustración de Interlunio de Oliverio Girondo
- 1937 Gran Premio de Honor del Salón Nacional, por su obra Figuras

## Otras de sus obras
- Autorretrato (1917)
- Canto a la luna (1923)
- Paisaje San Juan (1924)
- Desnudo de mujer (1926)
- Acróbata (1927)
- Figuras en la terraza (1931)